# Megachile rufescens
Megachile rufescens är en biart som beskrevs av Pérez 1879. Megachile rufescens ingår i släktet tapetserarbin, och familjen buksamlarbin. Inga underarter finns listade i Catalogue of Life.